# Toyota Paseo
Toyota Paseo (w Japonii oraz innych regionach znana także jako Cynos) – ekonomiczny samochód sportowy, luźno oparty na podzespołach Toyoty Tercel. Produkowany od stycznia 1991 do lipca 1999 roku.
Dostępny w dwóch wersjach: coupé oraz późniejszej – kabriolet. W 1997 Toyota zaprzestała sprzedaży w USA, jakkolwiek jednak w Europie, Kanadzie oraz Japonii kontynuowała ją do 1999. W 2000 został zastąpiony przez model Echo. Paseo, podobnie jak Tercel skonstruowany jest na podobnej platformie co Toyota Starlet.

## Pierwsza generacja

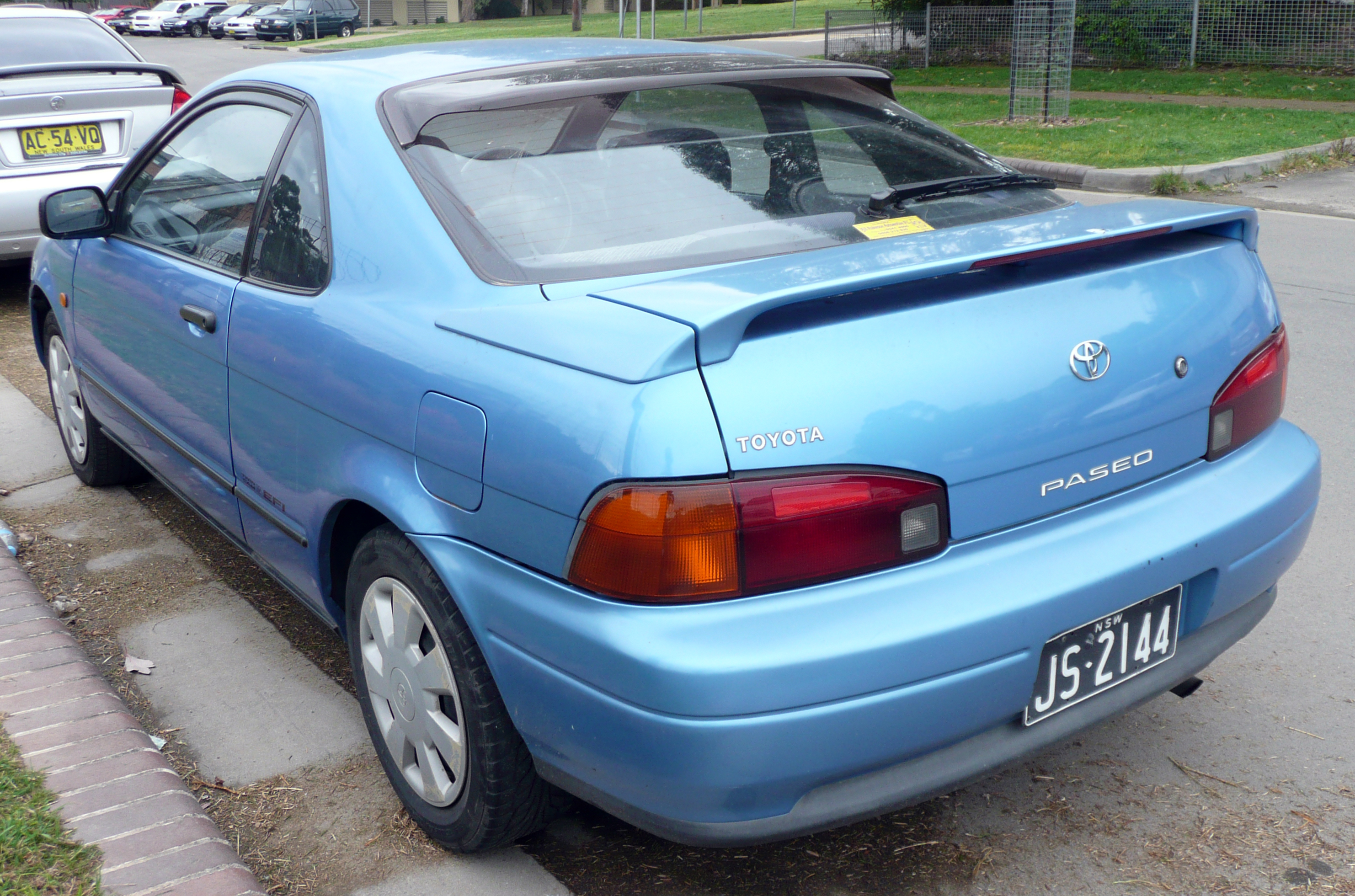
Tył nadwozia 1. generacji

Pierwsza generacja produkowana była od stycznia 1991 do września 1995 roku. Pod względem konstrukcyjnym opierała się na modelu Tercel, charakteryzowała się 1,5 litrowym silnikiem z serii 5E-FE R4 o mocy 105 KM. Oprócz tego oferowano także mocniejszą jednostkę 1.5 5E-FHE (115 KM). Samochód dostępny był z 5-biegową manualną skrzynią lub 4-biegową automatyczną.

## Druga generacja

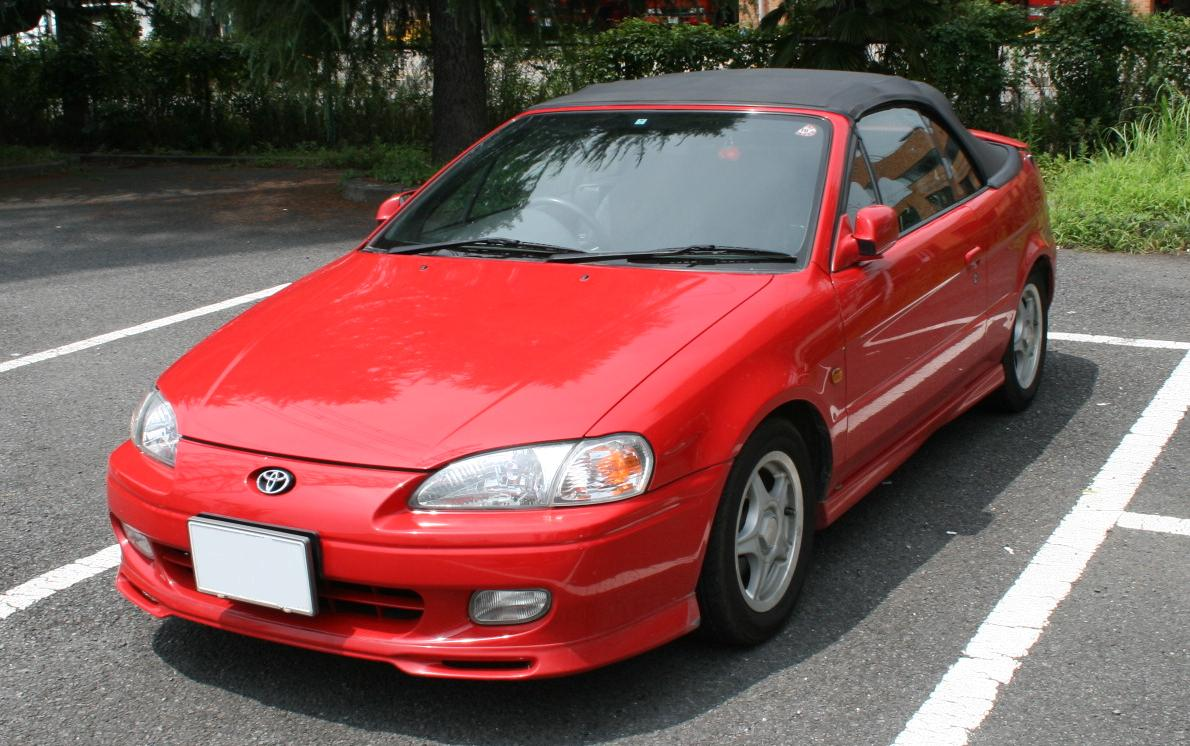
Cynos drugiej generacji

Drugą generację modelu Paseo Toyota wprowadziła we wrześniu 1995 roku. Obok drobnej modernizacji elektroniki silnika, jedyną zauważalną zmianą były modyfikacje w karoserii. Pojazd  w Europie występował z silnikiem 1.5 (5E-FE, 90 KM), natomiast w Japonii miał dwie wersje - 1.3 (4E-FE, 88 KM) oraz 1.5 (5E-FHE, 110 KM). Do przenoszenia momentu obrotowego na przednią oś służyły 4-biegowe przekładnie automatyczne jak i 5-biegowe manualne. W październiku 1996 roku wprowadzono wersję kabrioletu. W celu zmniejszenia emisji spalin druga generacja silnika w Paseo sprowadzona została do kalifornijskich standardów CARB.
W Wielkiej Brytanii samochód oferowany był w trzech wersjach - ST, SI oraz limitowanej Galliano. Sprzedaży (1996-1998), która przynosiła niższe zyski niż spodziewane, zaniechano, po tym gdy okazało się, że stylistyka auta odbiega od gustów tamtejszego klienta.